# And the Cannons of Destruction Have Begun
And the Cannons of Destruction Have Begun è l'album d'esordio del gruppo musicale rock statunitense Warlord pubblicato nell'ottobre 1984.

## Tracce
1. Beginning – 3:55
2. Lucifer's Hammer – 3:35
3. Lost and Lonely Days – 4:07
4. Soliloquy – 3:51
5. Aliens – 3:38
6. MCMLXXXIV – 2:18
7. Child of the Damned – 2:57
8. Deliver Us from Devil – 5:31
9. End – 3:39